# 21e étape du Tour de France 2021
Pour un article plus général, voir Tour de France 2021.
La 21e étape du Tour de France 2021 se déroule le dimanche 18 juillet 2021 entre Chatou et l'avenue des Champs-Élysées à Paris, sur une distance de 108,4 kilomètres.

## Résultats

### Classement de l'étape
| Classement de la 21e étape | Classement de la 21e étape | Classement de la 21e étape | Classement de la 21e étape         | Classement de la 21e étape |
|                            | Coureur                    | Pays                       | Équipe                             | Temps                      |
| -------------------------- | -------------------------- | -------------------------- | ---------------------------------- | -------------------------- |
| 1er                        | Wout van Aert              | Belgique                   | Jumbo-Visma                        | en 2 h 39 min 37 s         |
| 2e                         | Jasper Philipsen           | Belgique                   | Alcepin-Fenix                      | + 0 s                      |
| 3e                         | Mark Cavendish             | Royaume-Uni                | Deceuninck-Quick Step              | + 0 s                      |
| 4e                         | Luka Mezgec                | Slovénie                   | BikeExchange                       | + 0 s                      |
| 5e                         | André Greipel              | Allemagne                  | Israel Start-Up Nation             | + 0 s                      |
| 6e                         | Danny van Poppel           | Pays-Bas                   | Intermarché-Wanty-Gobert Matériaux | + 0 s                      |
| 7e                         | Michael Matthews           | Australie                  | BikeExchange                       | + 0 s                      |
| 8e                         | Alex Aranburu              | Espagne                    | Astana-Premier Tech                | + 0 s                      |
| 9e                         | Cyril Barthe               | France                     | B&B Hotels p/b KTM                 | + 0 s                      |
| 10e                        | Max Walscheid              | Allemagne                  | Qhubeka NextHash                   | + 0 s                      |
| modifier                   |                            |                            |                                    |                            |

### Points attribués
| Sprint intermédiaire Paris - Haut des Champs-Élysées - 3e passage sur la ligne (km 68,3) | Sprint intermédiaire Paris - Haut des Champs-Élysées - 3e passage sur la ligne (km 68,3) | Sprint intermédiaire Paris - Haut des Champs-Élysées - 3e passage sur la ligne (km 68,3) | Sprint intermédiaire Paris - Haut des Champs-Élysées - 3e passage sur la ligne (km 68,3) | Sprint intermédiaire Paris - Haut des Champs-Élysées - 3e passage sur la ligne (km 68,3) |
| ---------------------------------------------------------------------------------------- | ---------------------------------------------------------------------------------------- | ---------------------------------------------------------------------------------------- | ---------------------------------------------------------------------------------------- | ---------------------------------------------------------------------------------------- |
|                                                                                          | Coureur                                                                                  | Pays                                                                                     | Équipe                                                                                   | Point(s)                                                                                 |
| 1er                                                                                      | Stefan Bissegger                                                                         | Suisse                                                                                   | EF Education-Nippo                                                                       | 20                                                                                       |
| 2e                                                                                       | Patrick Konrad                                                                           | Autriche                                                                                 | Bora-Hansgrohe                                                                           | 17                                                                                       |
| 3e                                                                                       | Harry Sweeny                                                                             | Australie                                                                                | Lotto-Soudal                                                                             | 15                                                                                       |
| 4e                                                                                       | Mark Cavendish                                                                           | Royaume-Uni                                                                              | Deceuninck-Quick Step                                                                    | 13                                                                                       |
| 5e                                                                                       | Michael Mørkøv                                                                           | Danemark                                                                                 | Deceuninck-Quick Step                                                                    | 11                                                                                       |
| 6e                                                                                       | Michael Matthews                                                                         | Australie                                                                                | BikeExchange                                                                             | 10                                                                                       |
| 7e                                                                                       | Luka Mezgec                                                                              | Slovénie                                                                                 | BikeExchange                                                                             | 9                                                                                        |
| 8e                                                                                       | Julian Alaphilippe                                                                       | France                                                                                   | Deceuninck-Quick Step                                                                    | 8                                                                                        |
| 9e                                                                                       | Sonny Colbrelli                                                                          | Italie                                                                                   | Bahrain Victorious                                                                       | 7                                                                                        |
| 10e                                                                                      | Davide Ballerini                                                                         | Italie                                                                                   | Deceuninck-Quick Step                                                                    | 6                                                                                        |
| 11e                                                                                      | Luke Durbridge                                                                           | Australie                                                                                | BikeExchange                                                                             | 5                                                                                        |
| 12e                                                                                      | Bruno Armirail                                                                           | France                                                                                   | Groupama-FDJ                                                                             | 4                                                                                        |
| 13e                                                                                      | Mark Donovan                                                                             | Royaume-Uni                                                                              | Team DSM                                                                                 | 3                                                                                        |
| 14e                                                                                      | Dries Devenyns                                                                           | Belgique                                                                                 | Deceuninck-Quick Step                                                                    | 2                                                                                        |
| 15e                                                                                      | Petr Vakoč                                                                               | Tchéquie                                                                                 | Alcepin-Fenix                                                                            | 1                                                                                        |
| modifier                                                                                 |                                                                                          |                                                                                          |                                                                                          |                                                                                          |

| Arrivée d'étape Paris - Champs-Élysées - 9e passage sur la ligne d'arrivée (km 108,4) | Arrivée d'étape Paris - Champs-Élysées - 9e passage sur la ligne d'arrivée (km 108,4) | Arrivée d'étape Paris - Champs-Élysées - 9e passage sur la ligne d'arrivée (km 108,4) | Arrivée d'étape Paris - Champs-Élysées - 9e passage sur la ligne d'arrivée (km 108,4) | Arrivée d'étape Paris - Champs-Élysées - 9e passage sur la ligne d'arrivée (km 108,4) |
| ------------------------------------------------------------------------------------- | ------------------------------------------------------------------------------------- | ------------------------------------------------------------------------------------- | ------------------------------------------------------------------------------------- | ------------------------------------------------------------------------------------- |
|                                                                                       | Coureur                                                                               | Pays                                                                                  | Équipe                                                                                | Point(s)                                                                              |
| 1er                                                                                   | Wout van Aert                                                                         | Belgique                                                                              | Jumbo-Visma                                                                           | 50                                                                                    |
| 2e                                                                                    | Jasper Philipsen                                                                      | Belgique                                                                              | Alcepin-Fenix                                                                         | 30                                                                                    |
| 3e                                                                                    | Mark Cavendish                                                                        | Royaume-Uni                                                                           | Deceuninck-Quick Step                                                                 | 20                                                                                    |
| 4e                                                                                    | Luka Mezgec                                                                           | Slovénie                                                                              | BikeExchange                                                                          | 18                                                                                    |
| 5e                                                                                    | André Greipel                                                                         | Allemagne                                                                             | Israel Start-Up Nation                                                                | 16                                                                                    |
| 6e                                                                                    | Danny van Poppel                                                                      | Pays-Bas                                                                              | Intermarché-Wanty-Gobert Matériaux                                                    | 14                                                                                    |
| 7e                                                                                    | Michael Matthews                                                                      | Australie                                                                             | BikeExchange                                                                          | 12                                                                                    |
| 8e                                                                                    | Alex Aranburu                                                                         | Espagne                                                                               | Astana-Premier Tech                                                                   | 10                                                                                    |
| 9e                                                                                    | Cyril Barthe                                                                          | France                                                                                | B&B Hotels p/b KTM                                                                    | 8                                                                                     |
| 10e                                                                                   | Max Walscheid                                                                         | Allemagne                                                                             | Qhubeka NextHash                                                                      | 7                                                                                     |
| 11e                                                                                   | Daniel Oss                                                                            | Italie                                                                                | Bora-Hansgrohe                                                                        | 6                                                                                     |
| 12e                                                                                   | Iván García Cortina                                                                   | Espagne                                                                               | Movistar                                                                              | 5                                                                                     |
| 13e                                                                                   | Sonny Colbrelli                                                                       | Italie                                                                                | Bahrain Victorious                                                                    | 4                                                                                     |
| 14e                                                                                   | Silvan Dillier                                                                        | Suisse                                                                                | Alcepin-Fenix                                                                         | 3                                                                                     |
| 15e                                                                                   | Magnus Cort Nielsen                                                                   | Danemark                                                                              | EF Education-Nippo                                                                    | 2                                                                                     |
| modifier                                                                              |                                                                                       |                                                                                       |                                                                                       |                                                                                       |

### Bonifications en temps
|   | Coureur          | Pays        | Équipe                | Secondes |
| - | ---------------- | ----------- | --------------------- | -------- |
| 1 | Wout van Aert    | Belgique    | Jumbo-Visma           | 10 s     |
| 2 | Jasper Philipsen | Belgique    | Alcepin-Fenix         | 6 s      |
| 3 | Mark Cavendish   | Royaume-Uni | Deceuninck-Quick Step | 4 s      |

### Cols et côtes
| Côte des Grès (km 7,4) 4e catégorie (1,9 km à 5,0 %) | Côte des Grès (km 7,4) 4e catégorie (1,9 km à 5,0 %) | Côte des Grès (km 7,4) 4e catégorie (1,9 km à 5,0 %) | Côte des Grès (km 7,4) 4e catégorie (1,9 km à 5,0 %) | Côte des Grès (km 7,4) 4e catégorie (1,9 km à 5,0 %) |
| ---------------------------------------------------- | ---------------------------------------------------- | ---------------------------------------------------- | ---------------------------------------------------- | ---------------------------------------------------- |
|                                                      | Coureur                                              | Pays                                                 | Équipe                                               | Point(s)                                             |
| 1er                                                  | Mikkel Bjerg                                         | Danemark                                             | UAE Team Emirates                                    | 1                                                    |
| modifier                                             |                                                      |                                                      |                                                      |                                                      |

### Prix de la combativité
Le prix de la combativité n'est pas décerné dans le cadre de la dernière étape.  
Le français Franck Bonnamour est récompensé par le prix du super-combatif au terme de ce Tour.

## Classements à l'issue de l'étape

### Classement général
| Classement général | Classement général | Classement général | Classement général  | Classement général  |
|                    | Coureur            | Pays               | Équipe              | Temps               |
| ------------------ | ------------------ | ------------------ | ------------------- | ------------------- |
| 1er                | Tadej Pogačar      | Slovénie           | UAE Team Emirates   | en 82 h 56 min 36 s |
| 2e                 | Jonas Vingegaard   | Danemark           | Jumbo-Visma         | + 5 min 20 s        |
| 3e                 | Richard Carapaz    | Équateur           | Ineos Grenadiers    | + 7 min 3 s         |
| 4e                 | Ben O'Connor       | Australie          | AG2R Citroën        | + 10 min 2 s        |
| 5e                 | Wilco Kelderman    | Pays-Bas           | Bora-Hansgrohe      | + 10 min 13 s       |
| 6e                 | Enric Mas          | Espagne            | Movistar            | + 11 min 43 s       |
| 7e                 | Alexey Lutsenko    | Kazakhstan         | Astana-Premier Tech | + 12 min 23 s       |
| 8e                 | Guillaume Martin   | France             | Cofidis             | + 15 min 33 s       |
| 9e                 | Pello Bilbao       | Espagne            | Bahrain Victorious  | + 16 min 4 s        |
| 10e                | Rigoberto Urán     | Colombie           | EF Education-Nippo  | + 18 min 34 s       |
| modifier           |                    |                    |                     |                     |

| Classement par points | Classement par points | Classement par points | Classement par points | Classement par points |
| --------------------- | --------------------- | --------------------- | --------------------- | --------------------- |
|                       | Coureur               | Pays                  | Équipe                | Point(s)              |
| 1er                   | Mark Cavendish        | Royaume-Uni           | Deceuninck-Quick Step | 337 points            |
| 2e                    | Michael Matthews      | Australie             | Team BikeExchange     | 291 pts               |
| 3e                    | Sonny Colbrelli       | Italie                | Bahrain Victorious    | 227 pts               |
| 4e                    | Jasper Philipsen      | Belgique              | Alpecin-Fenix         | 216 pts               |
| 5e                    | Wout van Aert         | Belgique              | Jumbo-Visma           | 171 pts               |
| 6e                    | Matej Mohorič         | Slovénie              | Bahrain Victorious    | 163 pts               |
| 7e                    | Julian Alaphilippe    | France                | Deceuninck-Quick Step | 163 pts               |
| 8e                    | Tadej Pogačar         | Slovénie              | UAE Emirates          | 154 pts               |
| 9e                    | Michael Mørkøv        | Danemark              | Deceuninck-Quick Step | 124 pts               |
| 10e                   | Jonas Vingegaard      | Danemark              | Jumbo-Visma           | 103 pts               |
| modifier              |                       |                       |                       |                       |

| Classement du meilleur grimpeur | Classement du meilleur grimpeur | Classement du meilleur grimpeur | Classement du meilleur grimpeur | Classement du meilleur grimpeur |
| ------------------------------- | ------------------------------- | ------------------------------- | ------------------------------- | ------------------------------- |
|                                 | Coureur                         | Pays                            | Équipe                          | Point(s)                        |
| 1er                             | Tadej Pogačar                   | Slovénie                        | UAE Team Emirates               | 107 points                      |
| 2e                              | Wout Poels                      | Pays-Bas                        | Bahrain Victorious              | 88 pts                          |
| 3e                              | Jonas Vingegaard                | Danemark                        | Jumbo-Visma                     | 82 pts                          |
| 4e                              | Wout van Aert                   | Belgique                        | Jumbo-Visma                     | 68 pts                          |
| 5e                              | Nairo Quintana                  | Colombie                        | Arkéa-Samsic                    | 66 pts                          |
| 6e                              | Richard Carapaz                 | Équateur                        | Ineos Grenadiers                | 56 pts                          |
| 7e                              | Ben O'Connor                    | Australie                       | AG2R Citroën                    | 44 pts                          |
| 8e                              | Bauke Mollema                   | Pays-Bas                        | Trek-Segafredo                  | 41 pts                          |
| 9e                              | David Gaudu                     | France                          | Groupama-FDJ                    | 41 pts                          |
| 10e                             | Anthony Perez                   | France                          | Cofidis                         | 37 pts                          |
| modifier                        |                                 |                                 |                                 |                                 |

| Classement général du meilleur jeune | Classement général du meilleur jeune | Classement général du meilleur jeune | Classement général du meilleur jeune | Classement général du meilleur jeune |
|                                      | Coureur                              | Pays                                 | Équipe                               | Temps                                |
| ------------------------------------ | ------------------------------------ | ------------------------------------ | ------------------------------------ | ------------------------------------ |
| 1er                                  | Tadej Pogačar                        | Slovénie                             | UAE Team Emirates                    | en 82 h 56 min 36 s                  |
| 2e                                   | Jonas Vingegaard                     | Danemark                             | Jumbo-Visma                          | + 5 min 20 s                         |
| 3e                                   | David Gaudu                          | France                               | Groupama-FDJ                         | + 21 min 50 s                        |
| 4e                                   | Aurélien Paret-Peintre               | France                               | AG2R Citroën                         | + 39 min 9 s                         |
| 5e                                   | Sergio Higuita                       | Colombie                             | EF Education-Nippo                   | + 1 h 9 min 16 s                     |
| 6e                                   | Valentin Madouas                     | France                               | Groupama-FDJ                         | + 2 h 11 min 39 s                    |
| 7e                                   | Neilson Powless                      | États-Unis                           | EF Education-Nippo                   | + 2 h 13 min 33 s                    |
| 8e                                   | Mark Donovan                         | Royaume-Uni                          | Team DSM                             | + 2 h 17 min 40 s                    |
| 9e                                   | Jonas Rutsch                         | Allemagne                            | EF Education-Nippo                   | + 2 h 29 min 33 s                    |
| 10e                                  | Brent Van Moer                       | Belgique                             | Lotto-Soudal                         | + 2 h 43 min 49 s                    |
| modifier                             |                                      |                                      |                                      |                                      |

| Classement par équipes | Classement par équipes | Classement par équipes | Classement par équipes |
|                        | Équipe                 | Pays                   | Temps                  |
| ---------------------- | ---------------------- | ---------------------- | ---------------------- |
| 1re                    | Bahrain Victorious     | Bahreïn                | en 249 h 16 min 47 s   |
| 2e                     | EF Education-Nippo     | États-Unis             | + 19 min 12 s          |
| 3e                     | Jumbo-Visma            | Pays-Bas               | + 1 h 11 min 35 s      |
| 4e                     | Ineos Grenadiers       | Royaume-Uni            | + 1 h 27 min 10 s      |
| 5e                     | AG2R Citroën           | France                 | + 1 h 31 min 54 s      |
| 6e                     | Bora-Hansgrohe         | Allemagne              | + 1 h 36 min 44 s      |
| 7e                     | Trek-Segafredo         | États-Unis             | + 1 h 47 min 4 s       |
| 8e                     | Astana-Premier Tech    | Kazakhstan             | + 2 h 1 min 45 s       |
| 9e                     | Movistar               | Espagne                | + 2 h 4 min 28 s       |
| 10e                    | UAE Team Emirates      | Émirats arabes unis    | + 2 h 38 min 8 s       |
| modifier               |                        |                        |                        |

## Abandons
- Jakob Fuglsang (Astana-Premier Tech) : non-partant[2]